# Tropacme cupreimargo
Tropacme cupreimargo là một loài bướm đêm thuộc phân họ Arctiinae, họ Erebidae.